# مسدس الشتاء

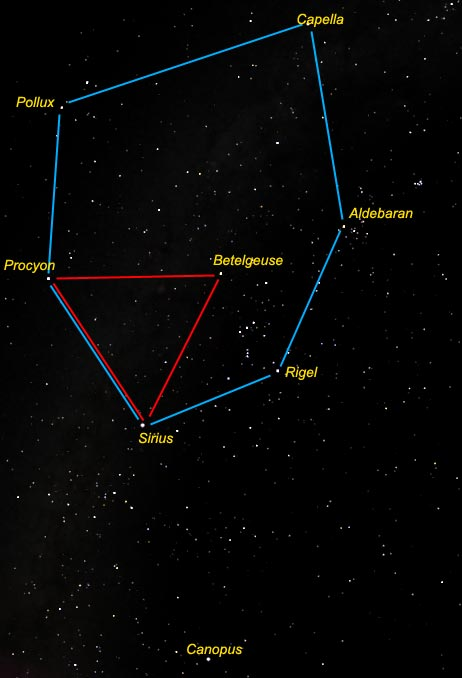
الأحمر = مثلث الشتاء, الأزرق = مسدس الشتاء

مسدس الشتاء في الفلك (بالإنجليزية: Winter hexagon)‏ هي مجموعة من 6 نجوم شديدة السطوع من التصنيف 1 للنجوم، ترى في الجهة الجنوبية من السماء. لا تنتمي تلك الستة نجوم إلى كوكبة واحدة، وإنما طبقا لتقسيمات الاتحاد الفلكي الدولي IAU ينتمي كل منهم أو بعضهم لكوكبته الخاصة (مثل كوكبة الجبار وكوكبة التوأمان وغيرهما)(أنظر أسفله).
يضم هذا المسدس الشتوي نجوم أعضاء من كوكبة التوأمان وكوكبة الجبار وكوكبة الكلب الأصغر وغيرها. يشكل المسدس الشتوي حلقة النجوم التالية في اتجاه عقرب الساعة:
- العيوق من كوكبة ممسك الأعنة.
- الدبران من كوكبة الثور،
- رجل الجبار من كوكبة الجبار،
- الشعرى اليمانية من كوكبة الكلب الأكبر،
- الشعرى الشامية من كوكبة الكلب الأصغر،
- رأس التوأم المقدم ورأس التوأم المؤخر من كوكبة التوأمان.

يُرى مسدس الشتاء خلال الأشهر من يناير إلى مارس قرب الساعة 21 بتوقيت جرينيتش فوق الأفق في الجنوب. كما يمكن أن يُرى في الخريف خلال النصف الثاني من الليل.

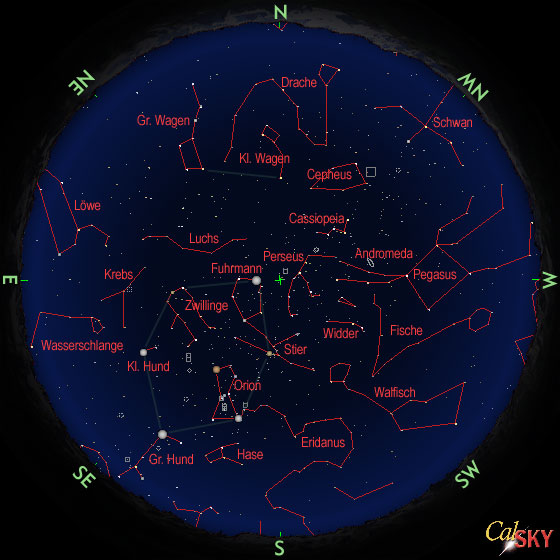
يرى مسدس الشتاء جنوبا في سماء الشتاء في نصف الكرة الشمالي ، والصورة تبينه في وسط شهر يناير في الساعة 21، ويمكن رؤياه حتى آخر يناير.

## مشاهدته
بالمقارنة بمثلث الربيع ومثلث الصيف ومربع الخريف نجد أن شكل مسدس الشتاء ليس منتظما وإنما يبدو معوجا بعض الشيء، إلا أن رؤياه ممكنة في الليالي الصافية رغم أضواء المدينة التي تصعب رؤية نجوم السماء، ذلك لأن تلك النجوم من اسطع نجوم السماء.
ويمكن رؤيته مسدس الشتاء أيضا من نصف الكرة الأرضية الجنوبي حيث يسمى «مسدس الصيف»، ورغم أن معظم أنحاء الأرض يمكنها رؤيته إلا أنه لا يرى من نيوزيلاندا ولا جنوب شيلي وجنوب الأرجنتين أو المناطق التي تقع جنوب تلك البلاد.
وعند الاستعانة بنظارة مقربة أو تلسكوب صغير يمكن رؤية بعض الأجرام الهامة في منطقة المسدس، منها: سديم الجبار ويوجد تحت حزام الجبار، ونجمين واضحين من السبعة نجوم المشكلة للثريا وهيادن وهما تجمعان نجميان من كوكبة الثور (وكل منهما يحوي نحو 100 نجم)، بالإضافة إلى مجموعتين نجومتين: مسييه 35 عند طرف التوأم، وتجمع نجمي مسييه 41 قرب الشعرى اليمانية Sirius.ومن ضمن السدم الهامة بالقرب من مسدس الشتاء نجد سديم السرطان وهو سديم كوكبي في كوكبة الثور، كما نجد بقايا مستعر أعظم وهو المستعر أعظم 1054 وكذلك السديم الكوكبي أن جي سي 2392 جنوب النجم بولوكس، وغير ذلك نجد أعدادا من النجوم المزدوجة ساطعة ذات الوان مختلفة.

## مثلث الشتاء
تشكيل أصغر ولكنه أكثر انتظاما يمثله تشكيل «مثلث الشتاء» (وهو معروف في الجنوب «بمثلث الجنوب العظيم»). وهو مثلث متساوي الأضلاع، والثلاثة نجوم التي تشكله هي: الشعرى اليمانية والشعرى الشامية (بروكيون) ومنكب الجوزاء. تلك الثلاثة نجوم من أعضاء قائمة العشرة أجرام سماوية الأشد سطوعا في السماء خارج المجموعة الشمسية. كما تسهل رؤية الشعرى اليمانية حيث أنها تكوّن كتف الجبار الذي يساعد هواة الفلك في العثور على نجوم وأجرام سماوية أخرى. وبالنسبة لمسدس الشتاء فإننا نتعرف عليه بمجرد عثورنا على مثلث الشتاء.

## اقرأ أيضا
- مثلث الصيف
- مثلث الربيع
- مربع الخريف
- المعيّن العظيم
- سمت الرأس
- النظير
- خط طول
- الجبار (كوكبة)
- حزام الجبار
- الشعرى اليمانية
- النظام (الجبار)
- المنطقة (الجبار)
- النطاق (الجبار)
- منكب الجوزاء
- مثلث الشتاء